# Que usted lo mate bien
Que usted lo mate bien es una serie de televisión, emitida por Televisión española con guiones del dramaturgo Juan José Alonso Millán y realización de Alfredo Muñiz.

## Sinopsis
Con estructura teatralizada y grabado en plató, la serie presenta cada semana un argumento distinto, con diferentes personajes interpretados por distintos actores. El hilo común es que en cada episodio se muestra la comisión de un crimen, tratado siempre desde la óptica del humor negro.

## Listado de episodios
- El emigrante - 23 de enero de 1979
  - Francisco Cecilio
  - Marisol Ayuso
  - Mimí Muñoz
  - Luis Barbero
  - José Lifante
- Los celos - 30 de enero de 1979
  - Rafael Alonso
  - Florinda Chico
  - Manuel Alexandre
  - José Segura
  - Sara Mora
- El triángulo - 6 de febrero de 1979 
  - Mercedes Alonso
  - Rafael Alonso
  - Pedro Osinaga
- El túnel - 13 de febrero de 1979 
  - María José Goyanes 
  - Enrique Carrión
  - Pilar Muñoz
  - Aurora Redondo
  - Ramón Reparaz
  - Andrés Resino
  - Carmen Roldán
- Deformación profesional  - 20 de febrero de 1979 
  - Rafael Guerrero
  - Andrés Mejuto
  - Ana María Vidal
- Una familia con clase - 27 de febrero de 1979 
  - Mari Begoña
  - José Bódalo
  - María Isbert
  - Enrique San Francisco
- El Doctor J. - 6 de marzo de 1979 
  - Manuel Alexandre
  - Helga Liné
  - Jenny Llada
  - Diana Lorys
  - Pedro Osinaga
- Anuncio por palabras - 13 de marzo de 1979 
  - Marisol Ayuso
  - Florinda Chico
  - Antonio Garisa
  - Mercedes Prendes
  - Damián Velasco
- La rifa - 20 de marzo de 1979 
  - Jesús Guzmán
  - José Orjas
  - Aurora Redondo
  - Josele Román
  - Pepe Ruiz
- La pareja - 27 de marzo de 1979 
  - Amparo Baró
  - Ana del Arco
  - Manuel Galiana
- El equipaje - 3 de abril de 1979 
  - Paca Gabaldón
  - José María Guillén
  - Narciso Ibáñez Menta
  - Josele Román
- La agencia - 10 de abril de 1979 
  - Sergio de Frutos
  - Verónica Luján
  - Pedro Peña
  - Víctor Valverde
- Las cenizas - 24 de abril de 1979 
  - Rafael Alonso
  - Marisol Ayuso
  - Ismael Merlo
  - María Silva